# 琴浦町
琴浦町（日语：／ Kotoura chō */?）是位于日本鳥取縣中央，臨日本海的一個城鎮。于2004年9月1日由東伯町與赤碕町合併而成。

## 人口
| 琴浦町人口分布圖 |                                               |  |
| 琴浦町與日本全國年齡別人口分布比較圖 （2005年資料） | 琴浦町的年齡、男女別人口分布圖 （2005年資料） |  |
| ■紫色是琴浦町 ■綠色是全国 | ■藍色是男性 ■紅色是女性                       |  |
| 琴浦町人口變化 \| 1970年 \| 22,300人 \| \| \| 1975年 \| 22,030人 \| \| \| 1980年 \| 22,150人 \| \| \| 1985年 \| 22,326人 \| \| \| 1990年 \| 21,736人 \| \| \| 1995年 \| 21,184人 \| \| \| 2000年 \| 20,442人 \| \| \| 2005年 \| 19,499人 \| \| \| 2010年 \| 18,531人 \| \| \| 2015年 \| 17,416人 \| \| \| 2020年 \| 16,365人 \| \| |                                               |  |
| 資料來源：日本總務省統計中心提供之人口普查數據 |                                               |  |
| 1970年 | 22,300人                                      |  |
| 1975年 | 22,030人                                      |  |
| 1980年 | 22,150人                                      |  |
| 1985年 | 22,326人                                      |  |
| 1990年 | 21,736人                                      |  |
| 1995年 | 21,184人                                      |  |
| 2000年 | 20,442人                                      |  |
| 2005年 | 19,499人                                      |  |
| 2010年 | 18,531人                                      |  |
| 2015年 | 17,416人                                      |  |
| 2020年 | 16,365人                                      |  |

## 歷史

### 年表
- 1889年10月1日：實施町村制，現在的轄區在當時分屬八橋郡赤崎村、豐定村、保永村、以西村、安田村、逢束村、市勢村、伊勢崎村、下鄉村、古布庄村、三本杉村、上鄉村、八橋村。
- 1894年3月30日：豐定村改名為勝田村。
- 1896年3月29日：八橋郡與久米郡、河村郡合併為東伯郡。
- 1898年7月22日：保永村和勝田村合併為成美村。[1]
- 1899年5月17日：八橋村改至為八橋町。
- 1900年3月27日：赤崎村改制並改名為赤碕町。
- 1900年5月1日：古布庄村和三本杉村合併為新設置的古布庄村。
- 1940年12月12日：伊勢崎村、逢束村和市勢村合併為浦安村。
- 1942年2月11日：浦安村改制為浦安町。
- 1954年1月1日：赤碕町、以西村、安田村和成美村合併為新設置的赤碕町。
- 1954年2月1日：八橋町、浦安町、上鄉村、下鄉村和古布庄村合併為東伯町。
- 2004年10月1日：東伯町和赤碕町合併為琴浦町。

### 變遷表
| 1889年10月1日 | 1889年 - 1926年            | 1889年 - 1926年                  | 1926年 - 1954年                  | 1926年 - 1954年                  | 1926年 - 1954年     | 1955年 - 1989年     | 1989年 - 現在       | 現在                |
| ------------- | -------------------------- | -------------------------------- | -------------------------------- | -------------------------------- | ------------------- | ------------------- | ------------------- | ------------------- |
| 赤崎村        | 赤崎村                     | 1900年3月27日 改制並改名為赤碕町 | 1900年3月27日 改制並改名為赤碕町 | 1900年3月27日 改制並改名為赤碕町 | 1954年1月1日 赤碕町 | 1954年1月1日 赤碕町 | 2004年9月1日 琴浦町 | 2004年9月1日 琴浦町 |
| 以西村        |                            |                                  |                                  |                                  | 1954年1月1日 赤碕町 | 1954年1月1日 赤碕町 | 2004年9月1日 琴浦町 | 2004年9月1日 琴浦町 |
| 安田村        |                            |                                  |                                  |                                  | 1954年1月1日 赤碕町 | 1954年1月1日 赤碕町 | 2004年9月1日 琴浦町 | 2004年9月1日 琴浦町 |
| 保永村        | 保永村                     | 1898年7月22日 成美村             | 1898年7月22日 成美村             | 1898年7月22日 成美村             | 1954年1月1日 赤碕町 | 1954年1月1日 赤碕町 | 2004年9月1日 琴浦町 | 2004年9月1日 琴浦町 |
| 豐定村        | 1894年3月30日 改名為勝田村 | 1898年7月22日 成美村             | 1898年7月22日 成美村             | 1898年7月22日 成美村             | 1954年1月1日 赤碕町 | 1954年1月1日 赤碕町 | 2004年9月1日 琴浦町 | 2004年9月1日 琴浦町 |
| 八橋村        | 八橋村                     | 1899年5月17日 八橋町             | 1899年5月17日 八橋町             | 1899年5月17日 八橋町             | 1954年2月1日 東伯町 | 1954年2月1日 東伯町 | 2004年9月1日 琴浦町 | 2004年9月1日 琴浦町 |
| 伊勢崎村      | 伊勢崎村                   | 伊勢崎村                         | 1940年12月12日 浦安村            | 1942年2月11日 浦安町             | 1954年2月1日 東伯町 | 1954年2月1日 東伯町 | 2004年9月1日 琴浦町 | 2004年9月1日 琴浦町 |
| 逢束村        |                            |                                  | 1940年12月12日 浦安村            | 1942年2月11日 浦安町             | 1954年2月1日 東伯町 | 1954年2月1日 東伯町 | 2004年9月1日 琴浦町 | 2004年9月1日 琴浦町 |
| 市勢村        |                            |                                  | 1940年12月12日 浦安村            | 1942年2月11日 浦安町             | 1954年2月1日 東伯町 | 1954年2月1日 東伯町 | 2004年9月1日 琴浦町 | 2004年9月1日 琴浦町 |
| 上鄉村        |                            |                                  |                                  |                                  | 1954年2月1日 東伯町 | 1954年2月1日 東伯町 | 2004年9月1日 琴浦町 | 2004年9月1日 琴浦町 |
| 下鄉村        |                            |                                  |                                  |                                  | 1954年2月1日 東伯町 | 1954年2月1日 東伯町 | 2004年9月1日 琴浦町 | 2004年9月1日 琴浦町 |
| 古布村        | 古布村                     | 1900年5月1日 古布村              | 1900年5月1日 古布村              | 1900年5月1日 古布村              | 1954年2月1日 東伯町 | 1954年2月1日 東伯町 | 2004年9月1日 琴浦町 | 2004年9月1日 琴浦町 |
| 三本杉村      |                            | 1900年5月1日 古布村              | 1900年5月1日 古布村              | 1900年5月1日 古布村              | 1954年2月1日 東伯町 | 1954年2月1日 東伯町 | 2004年9月1日 琴浦町 | 2004年9月1日 琴浦町 |

## 交通

### 鐵路
- 西日本旅客鐵道
  - 山陰本線：（←北榮町） - 浦安車站 - 八橋車站 - 赤碕車站 - （大山町→）

|  |  |

### 道路
高速道路
- 山陰自動車道：大榮東伯交流道 - 琴浦東交流道 - 琴浦休息區 - 琴浦船上山交流道

### 港口
- 赤碕港

## 觀光資源

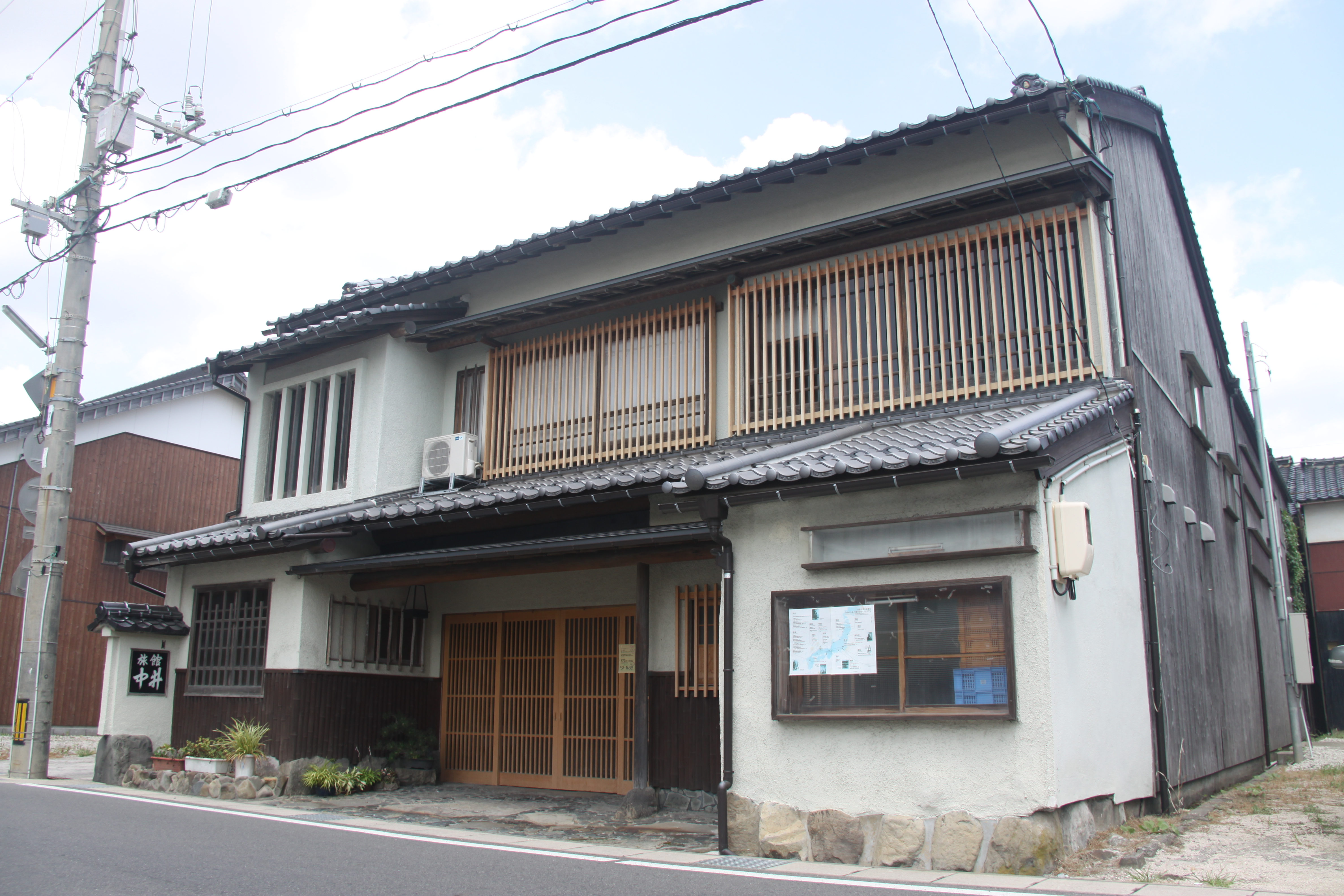
舊中井旅館

- 八橋海水浴場
- 大山瀑布（日本瀑布百選）
- 千丈瀑布
- 齋尾廢寺遺跡
- 八橋城遺跡
- 河本家住宅
- 舊・中井旅館（小泉八雲夫妻曾投宿的旅館）

## 行政

### 歷任町長
1. 米田義人（2004年上任、前東伯町町長）
2. 田中滿雄（2006年上任、前赤碕町町長）
3. 山下一郎（現任）

## 姊妹、友好城市

### 海外
- 麟蹄郡（韓國江原道）[2]
- 蔚珍郡（韓國慶尚北道）

## 本地出身之名人
- 大杉久雄：編者
- 川合清丸：思想家
- 小林繁：前職業棒球選手

## 外部連結
- （日語） 琴浦町觀光協會 （页面存档备份，存于）
- （日語） 琴浦町商工會